# أبو بكر العربي
أبوبكر محمد العربي (مواليد 6 فبراير 1973) هو أستاذ شطرنج ليبي في الاتحاد الدولي للشطرنج 2013، وحاصل على الميدالية الفردية في أولمبياد الشطرنج 2002، وفائز ببطولة ليبيا للشطرنج ثلاث مرات (2012، 2016، 2018).

## مسيرة الشطرنج
أبوبكر محمد العربي هو الفائز ببطولة ليبيا للشطرنج ثلاث مرات: 2012، 2016، و2018.
شارك أبوبكر محمد العربي عدة مرات في بطولات أفريقيا للشطرنج وبطولات العرب للشطرنج. وكان أفضل نتيجة له في هذه البطولات حصوله على المركز السابع في بطولة أفريقيا للشطرنج عام 2019، في الحمامات. كما فاز بالميدالية الفضية الفردية في دورة الألعاب العربية 2007.
في عام 2004، شارك في بطولة العالم للشطرنج التي ينظمها الاتحاد الدولي للشطرنج بنظام خروج المغلوب من مرة واحدة في طرابلس. في الجولة الأولى، انسحب الأستاذ الكبير الروسي ألكسندر موروزيفيتش من البطولة، لكنه خسر في الجولة الثانية أمام أستاذ كبير روسي آخر، وهو بافيل سميرنوف.
في عام 2021، شارك العربي في بطولة كأس العالم للشطرنج بنظام خروج المغلوب في سوتشي وخسر في الجولة الأولى أمام الأستاذ الكبير الروسي ألكسندر موتيليف.
لعب أبوبكر لليبيا في أولمبياد الشطرنج:
- في عام 2002، في أول مجلس احتياطي في أولمبياد الشطرنج الخامس والثلاثين في بليد (+7، =0، -1) وفاز بالميدالية البرونزية الفردية.
- في عام 2004، في المركز الثالث في أولمبياد الشطرنج السادس والثلاثين في كالفيا (+5، =3، -3).
- في عام 2006، في المركز الثالث في أولمبياد الشطرنج السابع والثلاثين في تورينو (+6، =0، -6).
- في عام 2012، في أول مشاركة له في أولمبياد الشطرنج الأربعين في إسطنبول (+5، =0، -5).
- في عام 2014، في اللوحة الأولى في أولمبياد الشطرنج الحادي والأربعين في ترومسو (+6، =2، -3).
- في عام 2016، في اللوحة الأولى في أولمبياد الشطرنج الثاني والأربعين في باكو (+5، =4، -1).[11]

في عام 2013، حصل على لقب أستاذ شطرنج ليبي.

## روابط خارجية
- Abobker Elarbi على موقع الاتحاد الدولي للشطرنج (الإنجليزية)
- Abobker Elarbi على موقع مباريات الشطرنج (الإنجليزية)
- Abobker Elarbi على موقع 365Chess.com (الإنجليزية)
- Abobker Elarbi على موقع Chesstempo.com (الإنجليزية)